# 망상성 기생충 감염
망상성 기생충 감염(delusional parasitosis) 또는 엑봄 증후군(Ekbom's syndrome)은 정신증의 일종이다. 환자는 실제로는 기생충에 감염되어 있지 않지만 자신이 감염되었다는 강한 망상적 믿음을 가지게 된다. 피부에 개미가 기어다니는 느낌을 의주감이라 하는데, 이것과 불안정한 정신상태가 겹치면 기생충 망상증으로 발전한다.
엑봄 증후군이라는 이름은 1937년에 관련 논문을 최초로 발표한 스웨덴의 뇌신경학자 카를 악셀 엑봄의 이름에서 유래했다.

## 같이 보기
- 의주감